# Matthias Grünewald
Matthias Grünewald (cu numele  său adevărat probabil Mathis Gothart Nithart) (n. 1480, Würzburg, Sfântul Imperiu Roman – d. 31 august 1528, Halle (Saale), Sfântul Imperiu Roman) a fost un pictor și inginer hidraulician german din Renaștere, contemporan cu Albrecht Dürer.
Matthias Grünewald a fost un pictor renascentist german de lucrări religioase care a ignorat clasicismul renascentist pentru a continua stilul de artă central european medieval în secolul al 16-lea. Se mai spune de asemenea, că primul său nume este Mathis, iar prenumele Gothart sau Neithardt. Doar zece picturi - câteva fiind formate din mai multe paneluri și treizeci și cinci de desene, toate religioase, au supraviețuit, deși multe altele s-au pierdut pe mare în Marea Baltică în drumul lor spre Suedia ca pradă de război. Reputația lui a fost necunoscută până în secolul al XIX-lea, și multe dintre picturile sale au fost atribuite lui Albrecht Dürer, care acum este văzut ca antiteză lui stilistică. Opera sa cea mai mare și cea mai faimoasă este Altarul din Isenheim creat în perioada 1506-1515 sau poate în perioada 1512-1516.

## Viața
Detaliile vieții sale, până la această dată, sunt neobișnuit de neclare pentru un pictor de însemnătatea sa, în ciuda faptului că însărcinările sale arată că a avut parte de recunoaștere rezonabilă în timpul vieții. Prima sursă pentru biografia sa este istoricul de artă german Joachim von Sandrart, care îl descrie în jurul anului 1505 lucrând la decorarea exterioară a unui altar de Albrecht Dürer la Frankfurt. Astfel de lucrări erau de obicei efectuate de ucenici și, prin urmare se poate face o estimare a vârstei sale, sugerând el a fost născut în 1480-1483. Sandrart a notat că Grünewald l-a avut ca ucenic pe pictorul Hans Grimmer, care va deveni celebru în timpul vieții sale, dar de cele mai multe lucrări ale sale s-au pierdut în Războiului de Treizeci de Ani. Sandrart l-a descris pe Grünewald ducând o viață retrasă și melancolică, având și o căsătorie nefericită.
Investigații mai recente au furnizat informații suplimentare despre viața lui Grünewald. În 1511 a devenit artist al curții lui Uriel von Gemmingen, arhiepiscop de Mainz, și că a lucrat, de asemenea, pentru următorul arhiepiscop, Albrecht de Brandenburg. În 1512 s-a stabilit în apropierea Frankfurtului, unde înregistrările arată că a cumpărat o casă și sa căsătorit cu Anna, o evreică convertită, atunci probabil, în vârstă de 18 ani. Căsătoria nu a fost fericită și în 1523 ea ar fi spitalizată suferind de ceea ce este uneori descris ca boală mintală si posedare demonică.
De la 1512-1514 sau 1515 a lucrat la Altarul de la Isenheim, aparent în colaborare cu un alt Mathis, cu numele de familie variind Nithart, Neithart, von Würzburg (după locul său de naștere) sau Gothardt. Grünewald pare să fi părăsit Isenheim în grabă, revenind la Frankfurt, iar sărăcia lui ulterioară sugerează că nu a fost plătit integral pentru munca la altar. În 1527 a intrat în serviciile bogatei și nobilei familii von Erbach, aparent având și un copil (nu este clar dacă era propriul său copil sau era adoptat). 
Au fost multe incertitudini cu privire la detaliile vieții sale. În 1938, Walter Karl Zülch a publicat teoria conform căreia Grünewald și partenerul său Nithart/Gothardt au fost aceeași persoană; acest Nithart/Gothardt a fost un pictor, inginer, și "artist de apă" născut în Würzburg în anii 1460 sau poate anii 1470 și, probabil, decedând în 1528. Această teorie este acum, în general discreditată, deși istoricii mai recenți cred că Nithart/Gothardt ar fi pretins a fi Grünewald din motive de afaceri. 
Primul tablou datat al lui Grünewald este, probabil, în Munchen, cu anul 1503 trecut ca o notă mai târzie, pe ce pare a fi o inscripție mai veche. Există multe speculații cu privire la politica lui Grünewald, unii oameni asociindu-l cu Reforma sau cu sprijinul pentru clasele de jos. E posibil să îl fi părăsit pe arhiepiscopul de Mainz, din cauza simpatiilor fie cu al doilea război al țăranilor germani, fie cu luteranismul (la moartea sa au existat câteva pamflete și lucrări luterane).

## Opera
Numai lucrările religioase sunt incluse în ceea ce a mai rămas din opera sa, cea mai cunoscută fiind altarul din Isenheim, finalizat în 1515, acum aflându-se în Muzeul Unterlinden din Colmar. Cele  nouă imagini ale sale aflate pe douăsprezece panouri sunt dispuse pe aripi duble pentru a prezenta trei puncte de vedere (mai degrabă decât doar ipostazele deschis și închis ale tripticelor din altare), în funcție de sezon sau ocazie. Prima vedere, cu aripile exterioare închise prezintă o Răstignire flancată de Sfântul Sebastian și de Sfântul Anton, având și o parte inferioară ce prezintă înmormântarea.
Atunci când este deschis primul set de aripi se pot vedea Buna Vestire, Concertul Îngeresc (uneori interpretată ca Nașterea Bisericii Creștine), Fecioara Maria îmbăindu-l pe Cristos și Învierea. Cea de a treia vedere prezintă un altar de lemn aurit sculptat de Nikolaus Hagenauer, flancat de Ispita Sfântului Anton și de Vizita Sfântului Anton la Sfântul Paul Tebeul. Pe lângă faptul că este cea mai mare lucrarea a sa ce încă mai există, lucrarea este cea mai mare lucrare dintre cele care au supraviețuit ca suprafață, având 2,65 metri înălțime și peste 5 metri lățime.
Alte lucrări sale sunt în Germania, cu excepția unei mici Răstigniri aflate la National Gallery of Art din Washington și alta în Kunstmuseum din Basel, Elveția. În jurul anului 1510 el a fost rugat să picteze patru sfinți în grisaille pentru exteriorul aripilor altarului Heller al lui Albrecht Dürer din Frankfurt. Opera lui Dürer a fost distrusă de un incendiu și mai există doar în copii, dar, din fericire aripile au supraviețuit, o pereche de sfinți fiind prezentată în Galeria de Artă Municipală din Frankfurt, iar cealaltă în Muzeul de Artă al Statului din Karlsruhe, Germania. În Karlsruhe există, de asemenea, altarul Tauberbischofsheim, precum și altarul Maria Zăpezii (1517-1519), realizat pentru bazilica din Aschaffenburg, aflat în prezent la Muzeul Augustiner din Freiburg. Un mare panel al lui Erasmus din Antiohia și al Sfântului Maurițiu aflat în München, probabil datând din 1521-24, a fost aparent parte a unui proiect de altar mai mare, restul însă nemaiexistând. Alte lucrări se află în München, Karlsruhe, Aschaffenburg și Stuppach. În total au supraviețuit patru Răstigniri sumbre și pline de venerație. Caracterul vizionar al muncii sale, cu ale sale culori și linii expresive este în contrast puternic cu lucrările lui Dürer. Picturile sale sunt cunoscute pentru formele lor dramatice, culorile vii și descrierea luminii.

## Reputație
Teologul protestant Philipp Melanchthon este unul dintre puținii scriitori contemporani care fac referiri la Grünewald, care este descris mai degrabă confuz ca fiind "moderat" ca stil, în comparație cu Dürer și Cranach; pe ce picturi se bazează când face această afirmație este incert. Până la sfârșitul secolului, atunci când Rudolf al II-lea al Sfântului Imperiu Roman, a început să dețină cât mai multe picturi de-ale lui Dürer, altarul din Isenheim era deja considerat a fi un Dürer. La sfarsitul secolului al 19-lea a fost redescoperit, și a devenit un fel de figură cult, cu expresionismul încărcat de angoasă - și în lipsa oricărei urme de clasicism - a altarului de la Isenheim, atrăgându-i atât pe naționaliști dar și pe moderniștii germani. Joris-Karl Huysmans a promovat cu entuziasm arta acestuia atât prin romane cât și în jurnalism, la fel cum Marcel Proust a făcut cu Vermeer. Aparentele sale simpatii pentru țărani în război țărănesc i-au adus, de asemenea, admirația stângii politice.
Compozitorul Paul Hindemith a scris în 1938 opera Mathis del Maler bazându-se viața lui Grünewald în timpul Războiului Țărănesc German; scena șase include o reconstituire parțială a unor scene din altarul Isenheim. 
Elias Canetti a scris romanul său Auto-da-fe înconjurat de reproduceri ale altarului Isenheim prinse de perete.
Autorul german W.G. Sebald urmărește povestea de viață a lui Grünewald în prima sa lucrare literară, După Natură. Această proză-poem de lungimea unei cărți folosește preocupările lui Grünewald și mai ales creația sa a altarului Isenheim pentru a comunica o viziune intens apocaliptică a unei lumi care a abandonat natura. Altarul Isenheim apare și în ultimul capitol al romanului lui Sebald Emigranții, în care pictorul Max Ferber descrie intuiția sa despre puterea extremă a durerii după ce a văzut opera lui Grünewald.